# William McMahon
Sir William McMahon, GCMG, CH (23 tháng 2 năm 1908 – 31 tháng 3 năm 1988), là một nhà chính trị Úc và là Thủ tướng Úc thứ 20, sinh ra ở Sydney, New South Wales, nơi cha ông là một luật sư.
Ông đã học tại Sydney Grammar School và Đại học Sydney, nơi ông tốt nghiệp luật. Ông đã hành nghề luật tại Sydney với hãng luật "Allen, Allen and Hemsley", hãng luật xưa nhất Úc. Năm 1940, ông gia nhập quân đội nhưng vì bị mất thính giác nên chỉ giới hạn trong công việc tham mưu. Sau Chiến tranh thế giới thứ hai, ông đã đến châu Âu và học thêm một bằng kinh tế học.